# 1360 Tarka
1360 Tarka è un asteroide della fascia principale del diametro medio di circa 29,84 km. Scoperto nel 1935, presenta un'orbita caratterizzata da un semiasse maggiore pari a 2,6325726 UA e da un'eccentricità di 0,2169984, inclinata di 22,81332° rispetto all'eclittica.
Il nome si riferisce al villaggio di Tarkastad nella Provincia del Capo, in Sudafrica.